# 水木初彦
水木 初彦（みずき はつひこ、1939年8月21日 - 2015年3月5日）は、日本の経営者。神奈川新聞社社長、会長を務めた。

## 経歴
秋田県出身。1963年に東京大学法学部を卒業し、同年に朝日新聞社入社。
1998年12月に神奈川新聞社取締役に就任し、1999年7月には社長に就任。2004年6月に相談役に就任。
2015年3月5日、死去。75歳没。